# Период Информбироа
Период Информбироа било је историјско раздобље Југославије које је услиједило након раскола Тито—Стаљин средином 1948. и трајало је до нормализације односа са Совјетским Савезом 1953. године. Послије Другог свјетског рата у Југославији, нова југословенска власт предвођена Јосипом Брозом Титом водила је инострану политику, која није била у складу са интересима Источног блока. На крају, то је довело до јавног сукоба, али је југословенско руководство одлучило да не пристане на совјетске захтјеве, упркос значајним иностраним и унутрашњим притисцима. У том раздобљу дошло је до прогона југословенске политичке опозиције, што је резултирало хиљадама убијених, затворених, прогнаних или послатих на присилни рад. Чисткама је био обухваћен значајан број припадника југословенског безбједносног апарата и војске.
Раскид са Источним блоком проузроковао је значајне економске потешкоће за Југославију, пошто се земља ослањала на трговину са Совјетским Савезом и његовим савезницима. Економски притисци унутар земље довели су до реформи које су на крају резултирале увођењем самоуправног социјализма и повећаном децентрализацијом земље кроз уставне амандмане, којима су формализоване реформе.
Сједињене Државе су раздор између Источног блока и Југославије схватиле као прилику да током Хладног рата даље распарчавају Источни блок, што је послиједично довело до пружања економске и војне помоћи, зајмова и дипломатске подршке земљи. Нове спољнополитичке околности довеле су до прекида Титове подршке комунистичким снагама у Грчком грађанском рату и закључења Балканског пакта, споразума о сарадњи и одбрани са Грчком и Турском.
Период је имао утицај на савремену умјетност и популарну културу у Југославији, јер су умјетници били подстакнути да инспирацију потраже у ратној борби партизана и изградњи нове инфраструктуре. Деценијама касније, мноштво књижевних дијела и филмова покривало је догађаје из те ере. Описни израз „Период Информбироа” изведен је из назива Комунистичког информационог бироа, организације коју је покренуо Јосиф Стаљин с циљем смањења разлика између комунистичких влада, након укидања Коминтерне.

## Позадина
Односи између Стаљина и Тита били су често напети током Другог свјетског рата, јер су Совјетски Савез и Народноослободилачки покрет Југославије, осим пораза сила Осовине и промовисања комунистичких идеја, имали различите интересе. Ипак, совјетски савјетници стигли су у Југославију у јесен 1944. и обећали економску и војну помоћ — нарочито оружје и помоћ одбрамбеној индустрији. До фебруара 1947. стигло је мало помоћи. У септембру 1947, када су Совјети формирали Информативни биро комунистичких и радничких партија, краће Информбиро, инсистирали су на томе да сједиште организације буде у Београду, проширујући приступ својих агената Југославији.
Након рата, Стаљин и Тито, самим тим Совјетски Савез и Југославија, имали су различите циљеве и приоритете у областима иностраних односа, економске политике, па чак и у идеолошким приступима развоју комунистичког друштва. Упркос овим сукобљеним циљевима, Стаљин је подржавао југословенску политику према Албанији, која је третирана као сателитска држава Југославије. Совјетско-југословенски односи знатно су се погоршали када су Бугарска и Југославија у августу 1947. у Бледу потписале споразуме о пријатељству и узајамној помоћи. О споразуму, који позива на већу интеграцију двије земље, преговарано је без консултација са Совјетским Савезом, због чега га је совјетски министар иностраних послова Вјачеслав Молотов осудио. Сукоб је постепено растао све до 1948. када је кулминирао расколом између Тита и Стаљина, тј. супротстављањем Југославије Совјетском Савезу, који је имао подршку остатка Источног блока кроз Информбиро, у периоду сукоба или барем напетих односа са свим прозападним сусједима Југославије, Уједињеним Краљевством и Сједињеним Државама.
Послије војног освајања Трста и дијела Корушке у посљедњим данима Другог свјетског рата, Тито је представио територијалне захтјеве према Аустрији — нарочито ка Корушкој и Градишћу надајући се коридору до Чехословачке — и према Италији на подручју Јулијске крајине, укључујући Трст. Непосредна близина града била је организована као Слободна Територија Трст под војном управом Југославије и западних савезника, док су сам град контролисали западни савезници. Након раскола Тито—Стаљин, Совјети су повукли подршку Југославији у даљем рјешењу тршћанског спора, а прешли су и са подршке Југославије у корист Аустрије. Од 1947. Југославија је пружала све већу помоћ Демократској армији Грчке (ДАГ) у Грчком грађанском рату. Чак и након што је Стаљин добио увјеравања југословенског руководства да ће помоћ престати, Тито је обавијестио Николаоса Захаријадиса из Комунистичке партије Грчке да ДАГ може рачунати да даљу помоћ.

## Чистке

### Прогон унутрашњих непријатеља
Непосредно након раскола Тито—Стаљин, руководство КПЈ суочило се са неизвјесношћу у погледу личне лојалности. Министар унутрашњих послова Александар Ранковић примјетио је да је немогуће знати коме треба вјеровати и да су сада најближи другови непријатељи. Иако су Тито и Стаљин размјењивали писма која су довела до њиховог отвореног раскола почетком 1948, Тито је позвао на акцију против члана Централног комитета КПЈ Сретена Жујовића и бившег министра Андрије Хебранга. Жујовић је био једина особа која је отворено подржала Стаљина када је ЦК расправљао о непосредним Стаљином оптужбама и који је био његов извор информација. Тито је навео да је Хебранг био главни извор неповјерења према Совјетима и задужио Ранковића да га оптужи. Ранковић је измислио оптужбе да је Хебранг постао усташки шпијун током заточеништва 1942. и да су га Совјети накнадно уцјењивали тим подацима. И Жујовић и Хебранг ухапшени су у року од недјељу дана. Бројне су жртве прогона, поред Жујовића и Хебранга. Стварне или перципиране Стаљинове присталице назване су „информбировци” или „ибеовци”. Хиљаде људи је затворено, убијено или прогнано.
Као одговор на стање у земљи, Ранковић је у Управи државне безбједности успоставио посебан антиинформбировски штаб, који су чинили његов замјеник и номинални шеф Удбе Светислав Стефановић, Вељко Мићуновић, Јово Капичић, Војислав Биљановић, Милорад Милатовић и Јефто Шашић, као шеф Контраобавјештајне службе (КОС).
Само у периоду 1948—1951, 55.663 чланова КПЈ било је регистровано као информбировци, што је 19,52% чланства Партије из 1948. године. Међутим, у истом периоду чланство је увећано увођењем више од пола милиона нових чланова. Број и удио информбироваца у чланству КП значајно су се разликовали по републикама и покрајинама, као и према етничкој припадности. Више од половине чланова било је регистровано само у ужој Србији, док је највећи удио у односу на укупан број становника забиљежен у Црној Гори.
Овакав висок број информбироваца у Србији у апсолутном износу, а у Црној Гори у релативном смислу у поређењу са њеним становништвом, објашњава се русофилством које је ту традиционално присутно. Поријекло овог осјећаја повезано је са помоћи Русије током Српске револуције 1804—1815. која се поклопила са Руско-турским ратом 1806—1812, а затим дипломатским пошто је Кнежевина Србија стекла дипломатски признање 1830. године. Осјећај је ојачан у Црној Гори од како је Русија заштитила, или се сматрало да штити, Књажевину Црну Гору од Османског царства средином 18. вијека. Као наставак, овај подршка је дата Совјетском Савезу.
Тачан број ухапшених остаје неодређен, али је Радован Радоњић 1983. изјавио да је ухапшено и осуђено 16.288 људи, укључујући 2616 припадника различитих нивоа руководстава КПЈ. Према Ранковићу, 51.000 људи је убијено, затворено или послато на присилан рад. Већина њих је осуђена без суђења. Затвореници су држани на бројним локацијама, укључују праве затворе, као и затворске логоре у Старој Градишки и преуређени усташки концентрациони логор у Јасеновцу. Затворски логор посебне намјене изграђен је за информбировце на ненасељеним јадранским острвима Голи оток и Свети Гргур 1949. године.

### Чистка војног и безбједносног апарата
Тајна полиција била је међу организацијама које су се нашле на мети чистки. Југословенски извори указују да је осуђено 1722 припадника и официра Удбе. Нарочито обимне чисте извршене су против сарајевске Удбе након што је цјелокупно особље 2. сарајевског округа Удбе изразило подршку Информбироу. Њихово дјеловање поновили су и шефови Удбе у Бањој Луци и Мостару. Ухапшено је најмање седамнаест официра Удбе с чином потпуковника или су се налазили на високим положајима у савезним органима или у Србији, Босни и Херцеговини и Црној Гори, а неколико официра Удбе побјегло је у Румунију.
Подршку Совјетима у редовима Југословенске армије тешко је утврдити. Процјене ниског нивоа показују да је 10—15% војног особља било наклоњено совјетском положају. Југословенски извори процјењују да се број ухапшених припадника ЈА креће у распону од 4153 официра и војника које је представио Радоњић, до 7000 затворених официра, према процјенама Милована Ђиласа. Чистка је обухватила 22 официра из пука предсједничке гарде који су непосредно извјештавали Тита, укључујући Момчила Ђурића, ратног команданта Пратећег батаљона Врховног штаба НОВ и ПОЈ.
Четрдесет девет дипломаца војних академија Ворошилов и Фрунзе и других совјетских војних академија сматрало се потенцијалним совјетским присталицама. Многи од оних који су похађали такве академије у Совјетским Савезу у времену разлаза између Тита и Стаљина никада се нису вратили у Југославију.
Раскол је нарочито погодио Југословенско ратно ваздухопловство (ЈРВ). Скоро сви официри ЈРВ имали су совјетску обуку, а неки од њих су побјегли из земље војним авионима. Међу пребјеглима био је генерал-мајор Перо Попивода, који је био начелник оперативне управе ЈРВ2. Ваздушне базе Батајница, Земун и Панчево забиљежиле су неколико напада диверзантских група, док су командант ваздухопловне базе Земун и његов замјеник побјегли у Румунију.

## Опозиција и отпор

### Покушај пуча
Непосредно након раскола, био је најмање један неуспјешан покушај војног удара уз совјетску подршку. Војни удар је предводио генерал-пуковник Арсо Јовановић, који је био начелник ратног Врховног штаба НОВ и ПОЈ и касније први начелник Генералштаба ЈА, а имао је подршку генерал-мајора Бранка Петричевића и пуковника Влада Дапчевића. Граничари су убили Јовановића код Вршца при покушају бјекства у Румунију, Петричевић је ухапшен у Београду, а Дапчевић је ухапшен у тренутку покушаја преласка границе с Мађарском.

### Емигранти и инфилтратори
Тито се суочи са противљењем групе емиграната — југословенских држављана који су били изван земље у вријеме раскола. Према југословенским изворима, групу је чинило 4928 људи, укључујући 475 посебно изабраних војних и цивилних стручњака послати у Совјетски Савез и друге земље Источног блока на обуку, као и размјерно мало пребјега. У почетку их је предводио југословенски амбасадор у Румунији Радоња Голубовић. Поред Голубовића, у групи су биле дипломате распоређене у Мађарску, Шведску, Норвешку и Сједињене Државе. Крајем 1949. Попивода се успоставио као неупитни вођа прогнане опозиције, а група се прозвала Савезом југословенских патриота за ослобођење народа Југославије од клике Тито—Ранковић и империјалистичког ропства.
Совјетске власти су организовале емиграцију по неколико линија. Подржали су објављивање неколико новина које су заговарале антититоистичке напоре, од којих су најутицајније биле За социјалистичку Југославију и Нова борба. Радио Слободна Југославија емитовао је дневне пропагандне емисије из Букурешта. Разни цивилни стручњаци били су обучени за будуће преузимање власти, док је војно особље организовано у четири међународне бригаде распоређене у Мађарској, Румунији и Бугарској недалеко од граница са Југославијом, а на Уралима постављена је ваздухопловна јединица. Међународне бригаде укључивале су хиљаде припадника из различитих земаља Источног блока, а који су представљени као добровољци.
Совјетски савезници блокирали су своје границе са Југославијом — на којима се догодило 7877 граничних инцидената. До 1953, совјетски упади или упади са совјетском подршку довели су до смрти 27 припадника југословенских снага безбједности. Сматра се да је преко 700 агената прешло границу с Југославијом — од којих је 160 заробљено, а 40 убијено у борби.

### Побуне
Југословенски безбједносни апарат се такође суочио с оружаном побуном у неколико дијелова земље, нарочито у Црној Гори. Као резултат, цијела дивизија Удбе била је распоређена у Црној Гори у љето и јесен 1948. за борбу против побуњеника које је предводио бивши секретар КПЈ у Бијелом Пољу Илија Булатовић. Поред организације КПЈ у Бијелом Пољу, велики сегменти или читаве организације у Колашину, Беранама, Цетињу, Никшићу, Бару и Даниловграду изразиле су подршку информбировцима. Посебна радна група, на челу са Комненом Церовићем, придодата је црногорској влади за прогон побуњеника. Угушили су побуну, али само привремено. Церовићеве снаге су 1949. уништиле побуњеничко упориште у црногорском дијелу Санџака. Даље побуне догодиле су се у долини ријеке Зете и на подручју између Титограда и Никшића. На крају, побуне су биле безуспјешне.
Још двије побуне, предвођене српским ветеранима партизанских јединица и бившим официрима, избиле су на подручју Кордуна, Лике и Баније у Хрватској и одмах преко границе у Босни и Херцеговини, гдје је избила Цазинска буна 1950. године. На подручју Цазина, главнину побуњеника заправо су чинили муслимански сељаци. Мотиви двије паралелне побуне су разноврсни, укључујући стварно или опажено неадекватно уважавање ратних напора вођа побуне, обећавање укидања разних пореза и враћање краља Петра II на пријесто. Југословенске власти су заробиле десет инфилтратора, укључујући осам бивших четника, који су дошли из Аустрије да подрже побуњенике. Побуне су брзо угушене, а југословенске власти су их приписала информбировцима. Такође, у исто вријеме се у Словенији догодила такође неуспјешна побуна малих размјера.

## Утицај на југословенске политике

### Привредни развој до средине 1948.
Југословенска привреда се до 1948. ослањала на продају пољопривредних производа и сировина под контролом државе у Совјетски Савез, у замјену за прерађену робу и машине. Свеукупни недостатак машина и радне снаге — нарочито квалификованих стручњака — мучили су привреду. Како се сукоб са Стаљином развијао, Југославија је одлучила да постане самодовољна и развије своје војне способности, што је довело до већих буџетских издатака за инфраструктуру и особље, као и за успостављање установа за истраживање и развој. Да би се надокнадио недостатак машина, уведене су треће смјене у фабрикама. Власти су мобилизовале, под пријетњом затвора, оне који нису запослени на други начин и сељаке који се активно не баве пољопривредним радовима, да раде у рудницима угља или руда за извоз или на градилиштима. Храна и гориво су се складиштиле за војску, што је доводило до несташица на тржишту.

### Окретање ка Сједињеним Државама због помоћи
Југославија је постигла споразум са Сједињеним Државама до јуна 1948, по којем је омогућен приступ југословенским златним резервама које се налазе у Сједињеним Државама. Истовремено, Југославија је истакла жељу за трговином са Западом. Југославија је помоћ од Сједињених Држава први пут затражила у љето 1948. године. Тито је у децембру најавио да ће стратешке сировине бити испоручене на Запад у замјену за повећан обим трговине.
Сједињене Државе су донијеле одлуку о пружању економске помоћи Југославији у фебруару 1949, а заузврат ће се од Југославије тражити да укине помоћ Демократској армији Грчке када унутрашње стање у држави дозволи такав потез без угрожавање Титовог положаја. Коначно, амерички државни секретар Дин Ачесон заузео је став да југословенски Петогодишњи план мора успјети ако ће Тито одољети Стаљину и да је без обзира на природу режима, Тито био унутар интереса Сједињених Држава. Југославија је добила подршку Сједињених Држава и побиједила у кандидатури за мјесту у Савјету безбједности Уједињених нација у октобру 1949, упркос совјетском противљењу.

### Привреда након раскола са Совјетским Савезом
Источноблоковска трговинска блокада, коју је предводио Совјетски Савез, Југославије ступала је на снагу постепено и била је непотпуна до 1949. године. Први вид је било заустављање нафте из Албаније, Мађарске и Румуније, али је то надокнађено куповином од савезничких власти у Слободној територији Трста. Трговина са Сједињеним Државама започела је 1948, када је Југославија купила постројење за производњу челика, петнаест бушилица за нафту, индустријске мијешалице потребне за постављање погона за производњу гума, пет покретних радионица за поправку и неколико хиљада тракторских гума у замјену за разне минерале и руде. До краја године закључила је трговинске споразуме са неколико западноевропских земаља.
Извозно-увозна банка Сједињених Држава одобрила је свој први зајам крајем августа 1949, када је ступила на снагу совјетска блокада. Одржавала је одлуку „држању Тита на површини” донијету у фебруару. Сједињене Државе су прешле на пуну подршку до септембра. Убрзо су Међународни монетарни фонд и Свјетска банка такође одобриле зајмове, мада су од Југославије тражили да их користи за отплату предратних дугова Уједињеном Краљевству, Француској, Италији и Белгији. Сједињене Државе су вршиле притисак на Белгију да прихвати плаћање у натури умјесто у готовини.
До краја године залихе жита, ђубрива и пољопривредне механизације биле су на врло ниском нивоу. Истовремено, приход од извоза опао је за 36%, што је захтијевало проширење рационализације. Сходно томе, зајам Извозно-увозне банке коришћен је за куповину хране у октобру 1950, а Сједињене Државе су у новембру послале скоро двоструку количину хране као помоћ. Амерички предсједник Хари Труман је потписао Закон о хитној помоћи Југославији крајем децембра 1950, којим је одобрена помоћ у храни у вриједности од 50 милиона америчких долара. Ова помоћ помогла је Југославији да превазиђе лошу жетву 1948, 1949. и 1950, али готово да није било привредног раста до 1952. године.
Југословенске власти су 1950. настојале да се боре против неодрживих радних пракси и побољшају ефикасност производње увођењем обавезних уговора о раду и смањењем квота за рад задржавајући производне циљеве, као и захтијевањем од фабрика да уравнотеже робу, расположиву готовину и радну снагу путем радничких савјета. Систем ће касније постати познат као „самоуправљање”. Гурање ка већој ефикасности довело је до отпуштања радника који су сматрани мање продуктивним — укључујући жене, старије особе, па чак и екипе за одржавање, које заправо нису ништа производиле — што је резултирало наглим порастом незапослености.

## Децентрализација и уставна реформа
Иако су совјетска и информбировска пропаганда скретале пажњу на неједнакости у привредном развоју различитих дијелова Југославије, наводећи обнову капитализма и угњетавање неразвијених народа, сукоб између строге централизације и децентрализације појавио се као сукоб између политичког принципа и привредних приоритета. Ранковић је 1949. предложио увођење области као управног органа средњег ранга који би смањили моћ савезник република, али је ЦК КПЈ приједлог одбио након приговора словеначких делегата. Потпредсједник Владе Едвард Кардељ израдио је уставне амандмане 1952. који одржавају стварност реформи 1950—1951, што је довело до расправе која ће трајати дуже од годину дана. Уставним законом из 1953. основано је Вијеће произвођача, додатно законодавно вијеће састављено од представника економских оператера у друштвеном власништву који су расправљали и гласали о свим економских питањима — укључујући и буџет. Даље, настојало је да одражава економску моћ сваке конститутивне републике, дајући већину Словенији и Хрватској ако се дословно примјењује, док је истовремено осигуравало једнаку заступљеност сваке савезне јединице у Скупштини да би постојала равнотежа.
На крају, КПЈ је прихватила децентрализацију и преименовала се у Савез комуниста Југославије (СКЈ) на свом 6. конгресу одржаном у Загребу 1952, како би одразила преовлађујући дух. Уставни амандмани, усвојени 13. јануара 1953. били су само други корак у низу од пет уставних реформи које одражавају друштвени развој комунистичке Југославије, али принципи уведени 1953. задржани су до коначног устава социјалистичке Југославије усвојеног 1974. године.

## Спољни односи и одбрамбена сарадња

### Перцепција совјетске пријетње и војне помоћи
Иако је Југославија у почетку избјегавала да тражи војну помоћ, вјерујући да би то био изговор за совјетску инвазију, нејасно је да ли је Совјетски Савез планирао било какву војну интервенцију као одговор на раскол Тито—Стаљин. Мађарски генерал-мајор Бела Кираљ, који је пребјегао у Сједињене Државе 1956, тврдио је да постоје такви планови, али истраживање спроведено прве деценије 21. вијека показало је да су његове тврдње нетачне. Без обзира на совјетске планове, југословенске власти су вјеровале да је инвазија вјероватна и у складу с тим су планирали и вршили припреме. Из Стаљинове поруке чехословачком предсједнику Клементу Готвалду 1948, изгледа да је његов циљ био изолација и пропадање Југославије.
Након преласка Сједињених Држава на „потпуну подршку” Југославији 17. новембра 1949, Савјет за националну безбједност обавезао се да ће помоћи Југославији у одбрани од инвазија. Југословенске власти су до 1951. биле увјерене да је совјетски напад неизбјежан и Југославија се придружила Програму узајамне одбрамбене помоћи. Недуго прије придруживања Југославије Програму, Југословенска армија је одржала вјежбу недалеко од Бање Луке 1951. на којој су били амерички посматрачи, укључујући начелника Генералштаба Армије Сједињених Држава генерала Џозефа Колинса. Сједињене Државе су кроз Програм пружиле помоћ у новембру, а успјешно су наговориле Уједињено Краљевство и Француску да продају оружје Југославији. Сједињене Државе су обезбиједиле велику количину војне опреме; главнина опреме додијељена је ЈА. Југословенско ратно ваздухопловство било је нарочито слабо опремљено 1951, али је у року од двије године добило 25 Локид Т-33 шутинг стара и 167 F-84 тандерџета. Имајући у виду одбрамбену сарадњу, америчке снаге у Аустрији предложиле су план заједничке америчко-југословенске одбране од совјетског напредовања из Мађарске до Аустрије преко Словеније, али такви планови никада нису одобрени. Војна помоћ који су пружале Сједињене Државе износила је пола милијарде америчких долара до средине педесетих година 20. вијека.

### Савез с Грчком и Турском
Када су се Грчке и Турска придружиле Организацији Сјеверноатлантског споразума (НАТО) 1952, амерички амбасадор се обрадио југословенском амбасадору у Турској и предложио јачање војних веза Југославије са Грчком и Турском. О тој идеји се расправљало током 1952. на различитим нивоима, при чему су све три државе изразиле интерес за сарадњу, иако је Југославије имала најопрезнији приступ савезништву.
Југословенски, грчки и турски министри иностраних послова потписали су Уговор о пријатељству и сарадњи у Анкари у фебруару 1953, формализујући споразум о сарадњи и питањима одбране. Уговор о војном савезу, који се надовезао на уговор из Анкаре, потписали су у Бледу августа 1954, али Југославија се није везала за НАТО. Заправо, то је омогућило Југославији да задржи независну политику.

## Зближавање са Совјетским Савезом
Стаљинова смрт у марту 1953. резултирала је смањењем совјетског притиска на Југославију. Заузврат, Тито је за неколико мјесеци зауставио даље реформе СКЈ које је у том тренутку најгласније заговарао Милован Ђилас. Његово избацивање из СКЈ почетком 1954. ново совјетско руководство видјело је као повољан развој догађаја. Као знак нормализације односа, Совјетски Савез и Југославија размијенили су амбасадоре и поново успоставили економске односе до краја 1953. године.
Пошто је потписивање споразума из Бледа било неизбјежно, совјетски амбасадор је Титу поставио поруку Никите Хрушчова 1. јула 1954, указујући на хитну жељу за обнављањем односа између Совјетског Савеза и Југославије. Хрушчов и Николај Булгањин посјетили су Југославију и изразили жаљење због прекида совјетско-југословенских односа и обећали их обновити на новим темељима. Потписали су Београдску декларацију којом су југословенски социјализам препознали као легитимну варијанту политичког система, а Информбиро је распуштен 1956. године. Сједињене Државе су посјету видјеле као застој у њиховој одбрамбеној сарадњи са Југославијом, али су примјетили да су Совјети били ти који су попустили и чини се да су прихватили Титове услове сарадње. У том свјетлу, они су и даље на Југославију гледали као хладноратовску вриједност америчке политике. Ипак, америчка помоћ је смањена како се повећавала југословенска сарадња са Источним блоком.
У свјетлу новог стања на терену, Конгрес Сједињених Држава настојао је да су потпуности уклони помоћ Југославији ради смањења трошкова, али се предсједник Двајт Ајзенхауер успротивио тој идеји плашећи се да Југославија можда није у стању или невољна да одржи независност и да је приморана да се у потпуности окрене Совјетском Савезу. Државни секретар Џон Фостер Далс састао се са Титом на Брионима у новембру 1955. и потврдио је Ајзенхауеру да ће се Југославија држати подаље од Источног блока. Југословенска сувереност додатно је подржана кроз помоћ, чиме је Совјетском Савезу ускраћен стратешки положај на Балкану и спријечена консолидација Источног блока. То је довело до тога да Ајзенхауер прогласи Југославију „једном од наших највећих побједа Хладног рата”.

## У умјетности и популарној култури
Непосредно након раскола између Тита и Стаљина, југословенски умјетници су подстакнути да обрађују теме које су више одговарале величању идеје коју је заговарала КПЈ. Као одговор, теме попут различитих аспеката недавне ратне борбе и савремене изградње важне инфраструктуре постале су популарне међу умјетницима. Подстицање је имало облик преференцијалног третмана у одабиру дјела за разне изложбе које спонзорише држава. Та политика је напуштена почетком педесетих година у корист модернизма и проглашена је умјетничка слобода. Разлаз са Совјетским Савезом такође је довео до напуштања монументалистичког стила архитектуре у корист дизајна заступљеног на Западу. Укупан дизајн нове зграде Централног комитета КПЈ промијењен је како би структура добила изглед америчког небодера, као покушај да се супротстави стаљинистичкој архитектури. Исти приступ примијењен је на зграде Скупштине Словеније и Скупштине Загреба. Раскол са Источним блоком отворио је земљу западној популарној култури и оживљавању југословенског стрипа. Постојала су два рана примјерка третмана раскола са Совјетским Савезом и Информбироом у југословенској кинематографији. Оба су сатирична дјела снимљена 1951. године. Први је Тајна дворца И. Б., балетска пантомима која ју је написао Фадил Хаџић, а режирао Милан Катић, док је други цртани филм Велики митинг Валтера и Норберта Нојгебауера.
Период чистки након раскола Тито—Стаљин опсежније су покривали југословенски писци, драматурзи и аутори филма од 1968. када је Драгослав Михаиловић написао свој роман Кад су цветале тикве, док су осамдесете године биле најплодније. Посебно запажена књижевна дјела писали су Пуриша Ђорђевић, Фердо Година, Бранко Хофман, Антоније Исаковић, Душан Јовановић, Драган Калајџић, Жарко Команин, Крсто Папић, Слободан Селенић, Абдулах Сидран, Александар Тишма и Павле Угринов, доприносећи ономе што је књижевни и друштвени коментатор Предраг Метејевић назвао „голооточка књижевност”.
Период Информбироа обрађивали су југословенски комади и филмови, нарочито осамдесетих година. Најзначајнија представа на тему била је Карамазови Душана Јовановића, која је премијерно изведена 1980. године. Најзначајнији југословенски филмови на ту тему су Отац на службеном путу (1985), који је написао Синдра, а режирао Емир Кустурица, и Срећна нова ’49. (1986) према сценарију Гордана Михића у режији Столета Попова. Остали запажени филмови које се баве тим периодом су Вечерња звона (1986) према роману Мирка Ковача у режији Лордана Зафрановића, Бал на води (1986) који је написао и режирао Јован Аћин и Балкански шпијун (1984) у режији кинематографа Божидара Николића и драмског писца Душана Ковачевића.